# ビッグ・ジョン・クイン
ビッグ・ジョン・クイン（Big John Quinn、本名：John Arthur Quinn、1941年10月15日 - 2019年4月22日）は、カナダのプロレスラー。オンタリオ州ハミルトン出身。
現役選手時代はカナダやヨーロッパを主戦場に、大型パワーファイターとして活躍。日本では国際プロレスに外国人エースとして度々参戦した。

## 来歴
プロレス界に入る以前はカナダ海軍でボクシングの選手として鳴らし、除隊後はサーカスなどに出演するカーニバル・レスラーをしていたともされる。モントリオールのYMCAで出会ったエドワード・カーペンティアらのトレーニングを受け、1961年に地元オンタリオ州でデビュー。以降、大型のヒールとして様々なリングネームを名乗り、トロント地区では覆面レスラーとなってウェス・ハッチンスとマスクド・ヤンキーズなるタッグチームを結成していた。
1967年12月、ケンタッキー・ブッチャー（Virgil the Kentucky Butcher）のリングネームでWWWFに登場。翌1968年3月11日、ニューヨークのマディソン・スクエア・ガーデンにてブルーノ・サンマルチノのWWWF世界ヘビー級王座に挑戦している。以降もWWWFではサンマルチノの同王座に度々挑戦して、カーペンティア、アーノルド・スコーラン、ボボ・ブラジル、スパイロス・アリオンなどとも対戦。ビル・ミラーやゴリラ・モンスーンとのタッグでも活躍した。
1970年9月、ジョニー・クイン（Johnny Quinn）名義で日本プロレスに初来日し、ニック・ボックウィンクルとコンビを組んで第1回NWAタッグ・リーグ戦に出場。アーニー・ラッド&ロッキー・ジョンソン、ボブ・ループ&ラーズ・アンダーソンらを抑え、外国側の最多得点チームとして決勝進出を果たし、11月5日に台東区体育館にて、日本側代表のアントニオ猪木&星野勘太郎と優勝決定戦を行った。敗れはしたものの、この試合は星野が自身のベストバウトに挙げるほどの名勝負として知られている。
以降もカナダを主戦場に、トロントのメープル・リーフ・ガーデンでは1971年8月と9月にザ・シークと連戦。太平洋岸北西部のバンクーバー地区ではジン・キニスキーやドン・レオ・ジョナサンと抗争、タッグでもブルドッグ・ボブ・ブラウンらをパートナーに、キニスキー&ザ・ブルートやジョナサン&ジミー・スヌーカなどのチームとNWAカナディアン・タッグ王座を争った。アメリカ南部にも進出して、1972年3月にはオクラホマ地区でビル・ワットからNWA北米ヘビー級王座を奪取している。スチュ・ハートが主宰するカルガリーのスタンピード・レスリングでは、1971年10月から1974年12月にかけて、ブラック・アンガス・キャンベル、ダニー・リトルベア、レス・ソントンを破り、フラッグシップ・タイトルの北米ヘビー級王座を通算3回獲得した。
1975年6月、ビッグ・ジョン・クイン（Big John Quinn）として国際プロレスに初参戦。6月30日にギル・ヘイズと組んでグレート草津&マイティ井上のIWA世界タッグ王座に、シリーズ最終戦の7月28日には大田区体育館にてラッシャー木村のIWA世界ヘビー級王座にそれぞれ挑戦した。1977年2月に開幕した第6回IWAワールド・シリーズにも優勝候補の一角として出場（別ブロックでマッドドッグ・バションやジプシー・ジョーも参加）。リーグ戦では決勝に進めなかったものの、並行して行われたタッグトーナメントではカナダ・マットでの盟友クルト・フォン・ヘスとのコンビで優勝、IWA世界タッグ王座を獲得した（最終戦の蔵前国技館にて草津&アニマル浜口に敗れ陥落）。国際には1980年9月にも特別参加し、10月4日に近江八幡にて木村のIWA世界ヘビー級王座に再挑戦している。国際プロレスでのクインは基本的にはヒールのポジションだったが、同時期の国際に数多く来日していた狂乱系の流血ファイターとは一線を画す正攻法のパワーレスリングでエースの木村を追い込んだ。
この間、本拠地バンクーバーでは1976年7月19日にテリー・ファンクのNWA世界ヘビー級王座に挑戦。8月9日にはジョン・トロスからNWA太平洋岸ヘビー級王座を奪取
。カルガリーでも1977年7月8日にハーリー・レイスのNWA世界ヘビー級王座に挑戦した。1978年からはヨーロッパを主戦場に、イギリスのジョイント・プロモーションズや西ドイツのキャッチ・レスリング・アソシエーションなど各国の主要団体で活動。以降1980年代前半にかけて、オットー・ワンツ、パット・ローチ、イワン・ストロゴフなどの欧州勢をはじめ、同じくカナダから遠征していたムース・モロウスキーやジル・ポワソン、若手時代のブレット・ハートとも対戦。1982年にはアクセル・ディーター、クラウス・カウロフ、スティーブ・ライト、ミレ・ツルノ、エイドリアン・ストリート、ブッチャー・ブラニガン、エド・ウィスコスキーらが参加したハノーバー・トーナメントにて優勝を果たした。
1984年5月には新日本プロレスのIWGPリーグ戦（第2回大会）にヨーロッパ代表として参加。日本プロレス以来の猪木との再戦が注目されたが、当時のクインは体力的に全盛期を過ぎており、待遇面の問題によるモチベーションの低下もあって戦績は芳しくなかった。同年は古巣のカルガリーにもベビーフェイスのポジションで出場、バッドニュース・アレンが保持していた北米ヘビー級王座に挑戦し、ダイナマイト・キッド&デイビーボーイ・スミスのブリティッシュ・ブルドッグスとも共闘した。
その後、英国のオールスター・プロモーションズでトニー・セント・クレアーやウェイン・ブリッジと世界ヘビー級王座を争うなど、欧州には1987年まで定着していたが、WWFの進出により欧州のプロレス人気が下火になったこともあり、バンクーバーに戻って1988年に引退した。引退後はトラック・ドライバーとなって働き、長らくプロレス界との関係を絶っていたが、2007年7月にブリティッシュコロンビア州アボッツフォードのインディー団体TRW（Top Ranked Wrestling）においてトリビュート・イベントが行われ、久々に公の場へ姿を見せた。
2019年4月22日、脳卒中の手術後の合併症により死去。77歳没。

## 得意技
- エルボー・ドロップ
- アルゼンチン・バックブリーカー
- カナディアン・バックブリーカー

## 獲得タイトル
NWAオールスター・レスリング
- NWA太平洋岸ヘビー級王座：2回[21]
- NWAカナディアン・タッグ王座（バンクーバー版）：9回（w / ブルドッグ・ボブ・ブラウン×4、ダッチ・サベージ、ジェリー・ロマノ、キンジ渋谷、クルト・フォン・ヘス、ドン・レオ・ジョナサン）[13]

NWAトライステート
- NWA北米ヘビー級王座（トライステート版）：1回[14]
- NWAブラスナックル王座（トライステート版）：1回[30]

スタンピード・レスリング
- スタンピード北米ヘビー級王座：3回[15]
- スタンピード・インターナショナル・タッグ王座：1回（w / ミスター・ヒト）[31]

インターナショナル・レスリング・エンタープライズ
- IWA世界タッグ王座：1回（w / クルト・フォン・ヘス）[18]

オールスター・プロモーションズ
- 世界ヘビー級王座（英国版）：4回[28]

スーパースター・チャンピオンシップ・レスリング
- SCW西部ヘビー級王座：1回
- SCW西部タッグ王座：1回（w / パディ・ライアン）